# Памятник Чапаеву (Чебоксары)
Па́мятник В. И. Чапа́еву — монумент в городе Чебоксары — столице Чувашской Республики. Посвящён легендарному герою Гражданской войны, комдиву Василию Ивановичу Чапаеву, уроженцу Чебоксар.
Памятник расположен в одноимённом сквере вдоль проспекта Ленина, недалеко от железнодорожного вокзала «Чебоксары I». Является частью мемориального комплекса Музея В. И. Чапаева.

## История
Скульптура конного комдива была изготовлена в Москве, где была установлена на Выставке достижений народного хозяйства перед зданием Приволжского павильона. Выполнена она была из армированного железобетона. Авторами выступили скульптор П. А. Баландин и архитектор В. И. Морозов.
В Чебоксары скульптура была привезена в 1960 году директором завода № 320 (ныне Чебоксарское производственное объединение им. В. И. Чапаева) И. А. Захарцевым, и сначала была установлена на площади рядом с заводом как памятник, позднее в 1960 году, 23 июня (по другим источникам — 24 июня), в канун 40-летия Чувашской автономии, памятник был перенесён в сквер рядом с Привокзальной площадью и установлен на постамент белого цвета. Сквер получил имя В. И. Чапаева.

ВДНХ СССР,
павильон «Поволжье» в 1939 году

В 1984 году памятник подвергся капитальной реставрации. Новая скульптура Чапаева на вздыбленном коне была отлита из бронзы, сабля выполнена из нержавеющей стали. Также было решено поднять скульптуру на десятиметровый гранитный постамент, фасадная сторона которого была украшена барельефами, отображающими героику Гражданской войны. После реконструкции общая высота монумента составила 15 метров, из которых 5 метров — сама скульптурная композиция.
Кроме всей монументальности памятника, он примечателен ещё и тем, что выполнен в реалистическом стиле. 
Ещё одним примечательным новшеством явилось и отсутствие на памятнике надписи о том, кому он посвящён. Сбоку монумента написано: «Легендарному герою Гражданской войны» и две даты «1887-1919 гг». Хотя имя на памятнике отсутствует, всем и так понятно, в честь кого он воздвигнут.

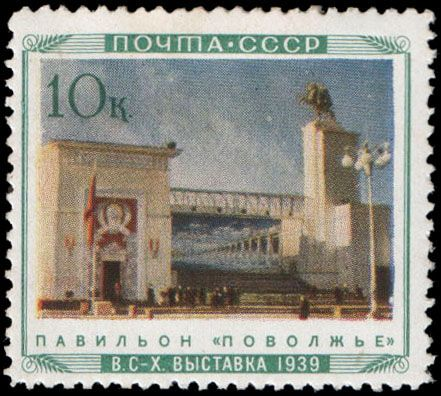
Павильон «Поволжье» и памятник Чапаеву на почтовой марке 1939 года

Очередная реконструкция памятника была проведена в 2007 году, согласно составленному в 2005 году плану ремонта памятников в городе Чебоксары (распоряжение администрации города Чебоксары от 23.11.05 г. № 4287-р). В ходе реконструкции были проведены работы по облицовке постамента новыми гранитными плитами и монтажу вентилируемой фасадной системы с устройством каркаса из профилей и металлической сетки. Ремонт был выполнен подрядной организации ООО «Минерал» на основании результатов открытого конкурса.